# Humbert Walcher von Molthein

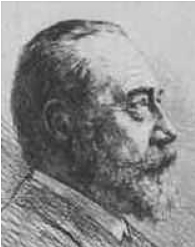
Humbert Walcher von Molthein

Humbert Walcher von Molthein (* 12. September 1865 in Wien; † 22. Februar 1926 in  Fürstenstein) war ein österreichischer Architekt, der sich auf die Restaurierung, Rekonstruktion, den Umbau und die Erweiterung historischer Burg- und Schlossbauten des Adels in Österreich, Böhmen und Schlesien konzentriert hat. Er gilt als Vertreter des späten Historismus.

## Leben und Wirken
Humbert Walcher von Molthein war der Sohn des Diplomaten Leopold Walcher von Molthein (1824–1911). Sein jüngerer Bruder war der Kunsthistoriker und Kunstsammler Alfred Walcher von Molthein (1867–1928). Er studierte von 1889 bis 1892 an der Technischen Hochschule in Wien und absolvierte 1892/93 eine Spezialausbildung für mittelalterliche Architektur bei Victor Luntz (1840–1903) an der Akademie der bildenden Künste in Wien. Ab 1893 war er im Atelier von Carl Gangolf Kayser (1837–1895) in Wien tätig. Ab 1895 war er selbständiger Architekt und übernahm von Kayser dessen unvollendet gebliebenen Aufträge für den Wiederaufbau der Burg Kreuzenstein, Burg Hardegg und Burg Liechtenstein in Niederösterreich. Ab 1903 hat er Restaurierungen an mehreren Schlössern in Böhmen vorgenommen, z. B. in Červená Lhota, Křivoklát (Pürglitz), Jindřichův Hradec (Neuhaus) und Častolovice (Častolowitz). Ab 1912 begannen die Erweiterungsbauten am Schloss Fürstenstein in Niederschlesien im Stil der deutschen Renaissance, die ihn bis zu seinem Tod beschäftigt haben. Er starb 1926 in Fürstenstein (Schlesien).
Humbert Walcher von Molthein stand beim Wiederaufbau von mittelalterlichen und frühneuzeitlichen Burgen im Gegensatz zu seinem Vorgänger Carl Kayser den modernen Auffassungen zur Restaurierung von Baudenkmalen näher. So ließ er die Reste der alten Bausubstanz nach Möglichkeit stehen und versuchte, sich bei seinen Erweiterungsbauten in Konstruktion und Form dem älteren Bau anzunähern. Während Carl Kaysers Bauten eine große stilistische Bandbreite zwischen Romanik und Barock aufweisen, hat sich Humbert Walcher vor allem auf die Wiederherstellung von mittelalterlichen Bauten konzentriert. Dabei sind seine Um- und Erweiterungsbauten am Schloss Fürstenstein in Schlesien zwischen 1912 und 1926 als späthistoristische Synthese von romanischen, gotischen, Renaissance- und Barock-Stilen zu verstehen.

## Bauten, Umbauten und Restaurierungen
- 1874–1906: Wiederaufbau der Burg Kreuzenstein in Leobendorf, Kreuzensteiner Straße, zuerst durch Carl Kayser und ab 1895 durch Walcher von Molthein im Auftrag von Johann Nepomuk Graf Wilczek (1837–1922)[5]
- 1878–1905: Wiederaufbau der Burg Hardegg in Hardegg, zuerst durch Carl Kayser und ab 1895 durch Walcher von Molenthein[6]
- 1895–1903: Wiederaufbau der Burg Liechtenstein in Maria Enzersdorf, Am Hausberg, für Fürst Johann II. von Liechtenstein (1840–1929), durch Carl Kayser und Walcher von Molenthein[7]
- 1897/98: Neubau der Liebieg-Villa in Reichenberg – Liberec, Jablonecká 47, für Theodor Liebieg jun. (1872–1939)[8][9]
- 1898/99: Umbau und Neubau des Palais Wilczek in Wien, Herrengasse 5, für Johann Nepomuk Graf Wilczek[10]
- um 1900: Restaurierung des Esterhazy-Schlosses in Tata (Totis), Rákóczi utca[11]
- 1903–1913: Restaurierung und Umbau von Schloss Červená Lhota im Stil der Neorenaissance in Červená Lhota (Rothlhotta), OT von Pluhův Žďár, Okres Jindřichův Hradec[2]
- 1904: Restaurierung und den Umbau des Theaters in Marienbad[12] und des Stadttheaters in Saaz[13]
- 1905: Neubau der Filialsanitätsstation  Graf-Wilczek-Stiftungshaus Wien, Mariahilfer Gürtel 20
- 1906: Urbanihaus Wien, Am Hof 12; Restaurierung des mittelalterlichen Urbani-Kellers
- 1906–1912: Restaurierung der Schloss Pürglitz in Křivoklát[14]
- 1906–1925: Restaurierung von Schloss Neuhaus in Jindřichův Hradec, Dobrovského 1[2]
- 1907/08: Restaurierung von Schloss Leesdorf in Leesdorf, Leesdorfer Straße 69[2]
- 1910/11: Restaurierung von Schloss Častolovice in Častolovice, Masarykova 1[2]
- 1913: Neue Gruftkapelle der Familie Auersperg in Markovice[2], errichtet als kleiner Nachbau der Kathedrale des hl. Jakob in Šibenik, 1984 abgerissen, siehe Bild[15]
- 1912–1926: Um- und Neubau von Schloss Fürstenstein[16]
- um 1912: Umbau am Schloss Bad Carlsruhe in Carlsruhe O/S, 1945 zerstört[1]

## Galerie seiner Bauten und Umbauten (Auswahl)

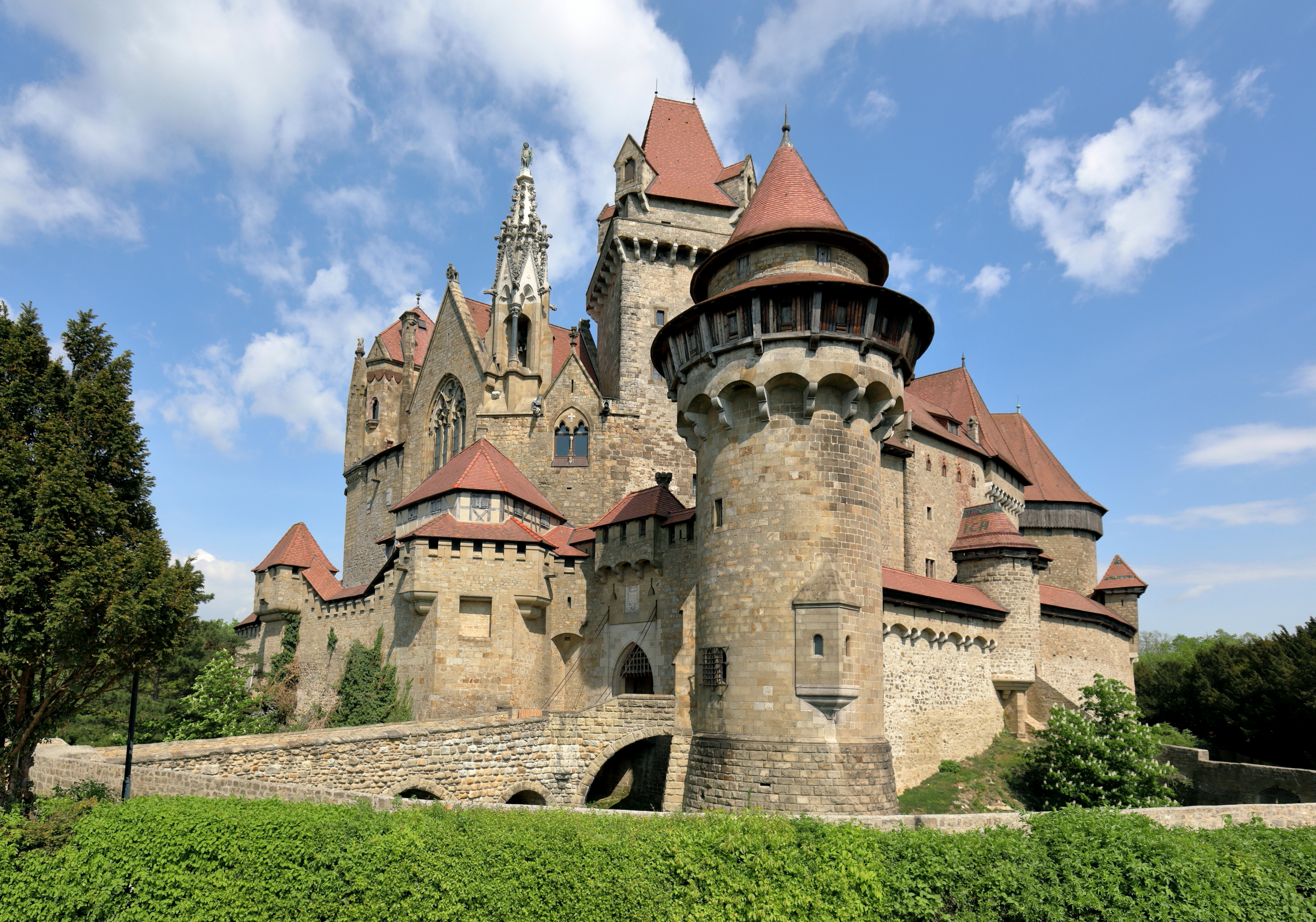
Burg Kreuzenstein
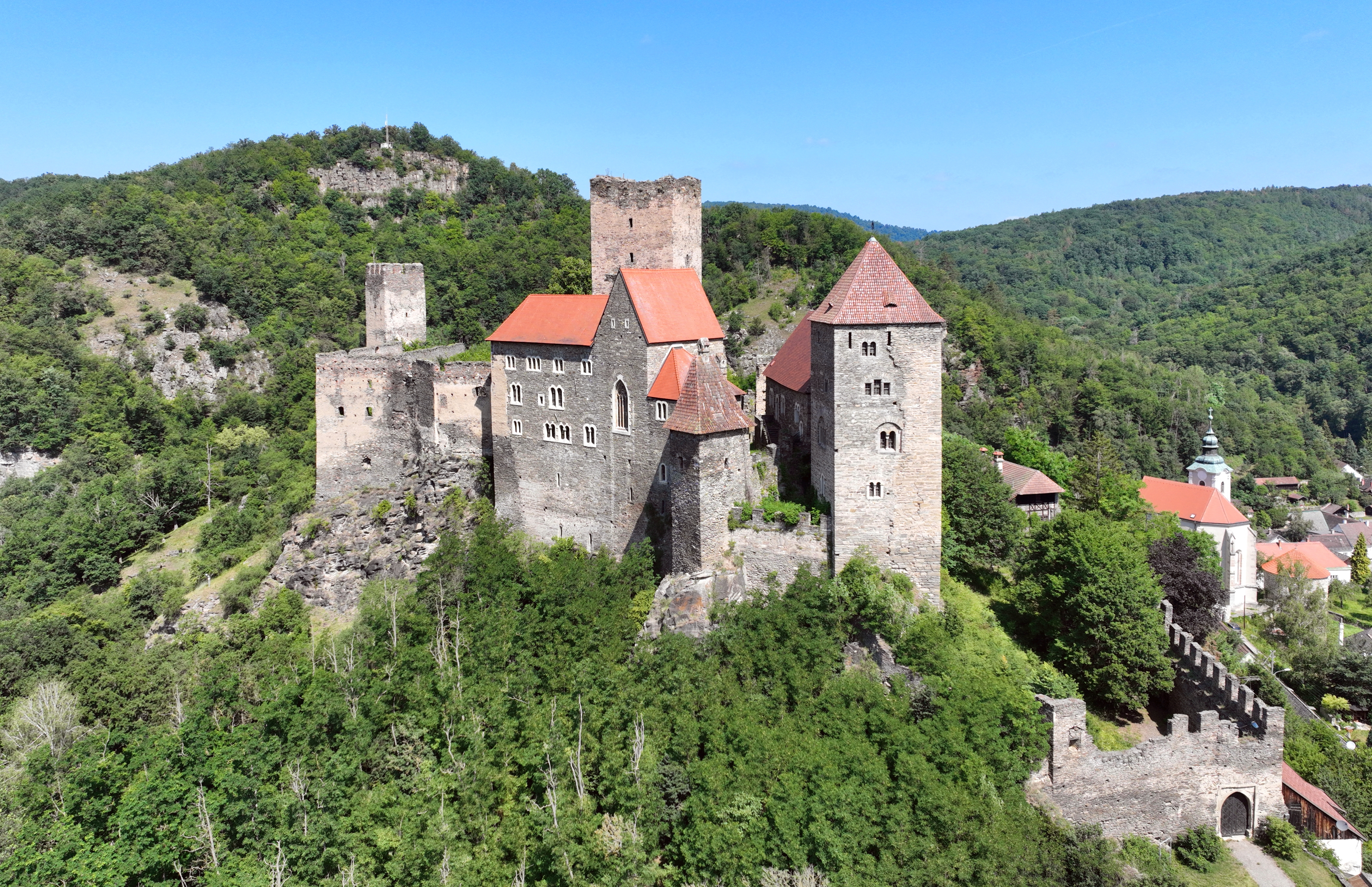
Burg Hardegg
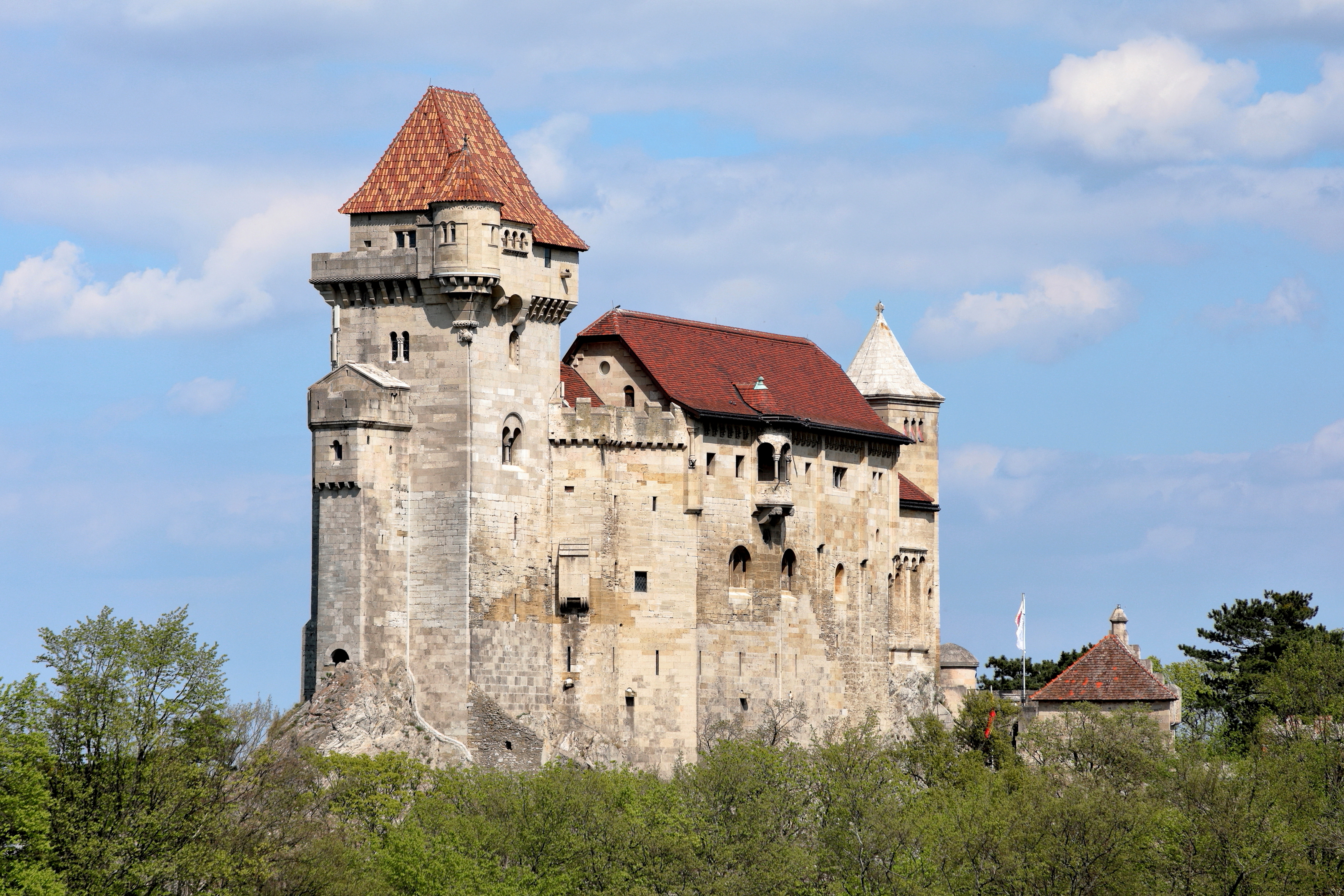
Burg Liechtenstein
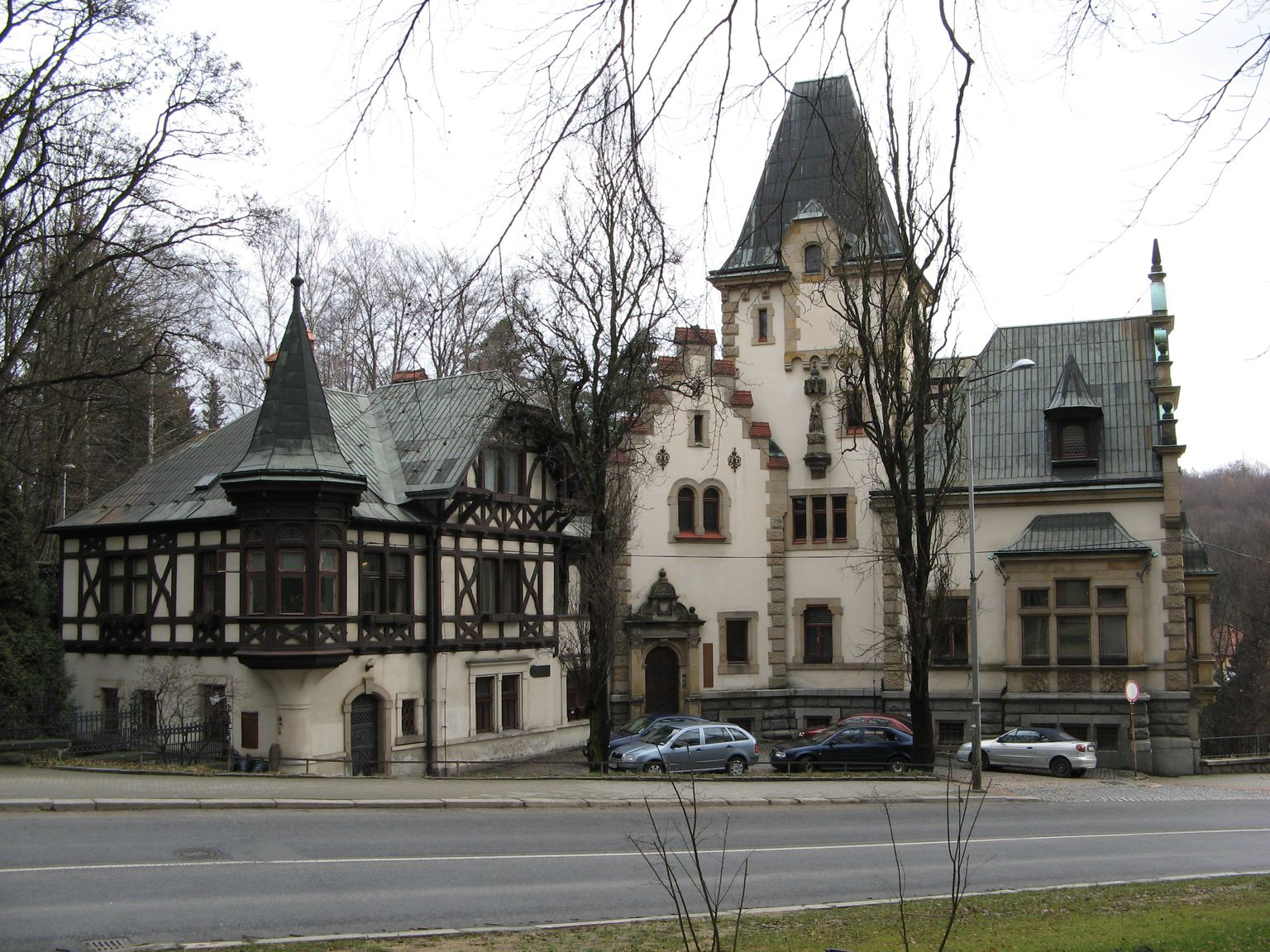
Liebieg-Villa in Reichenberg
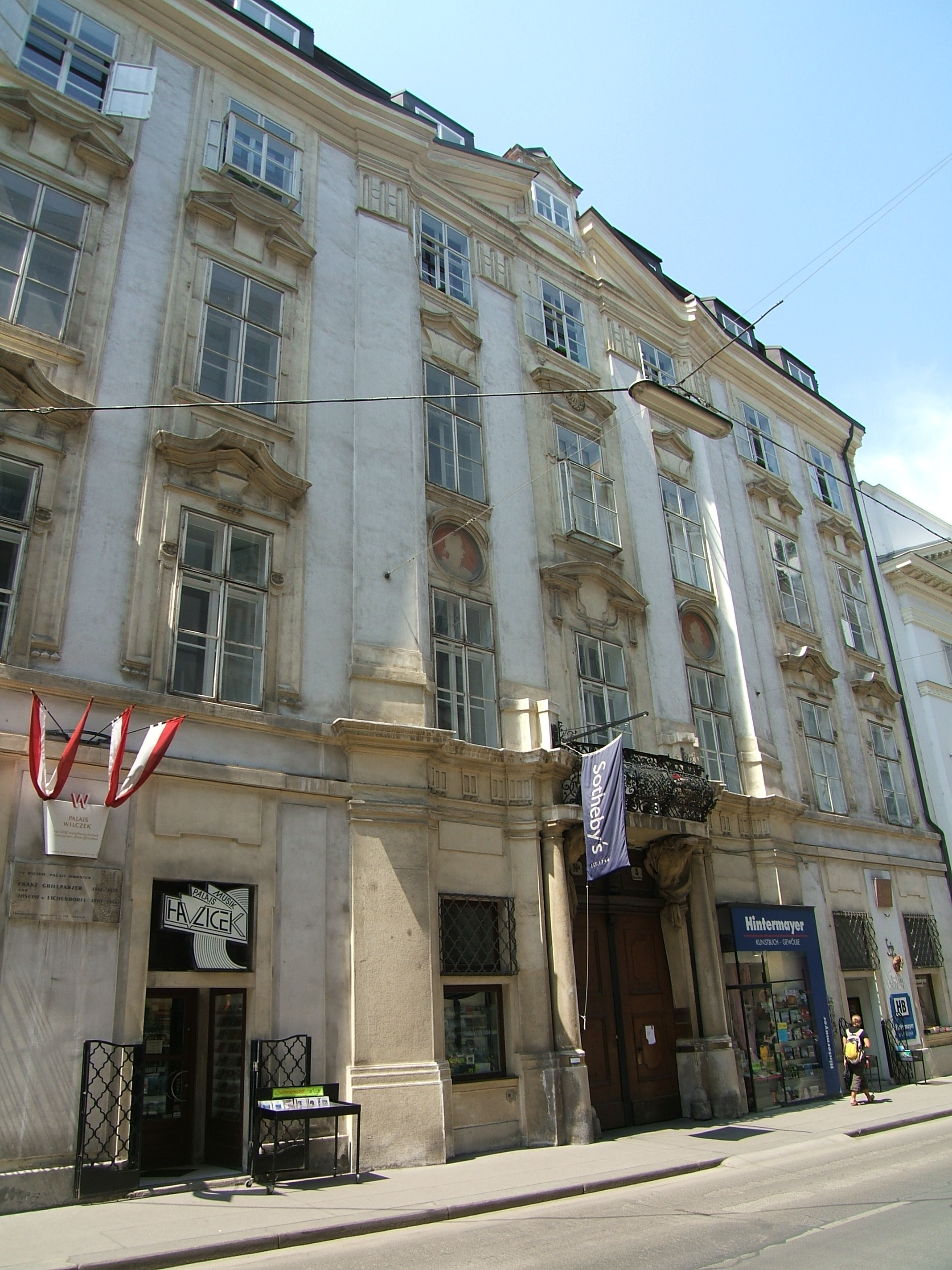
Palais Wilczek in Wien
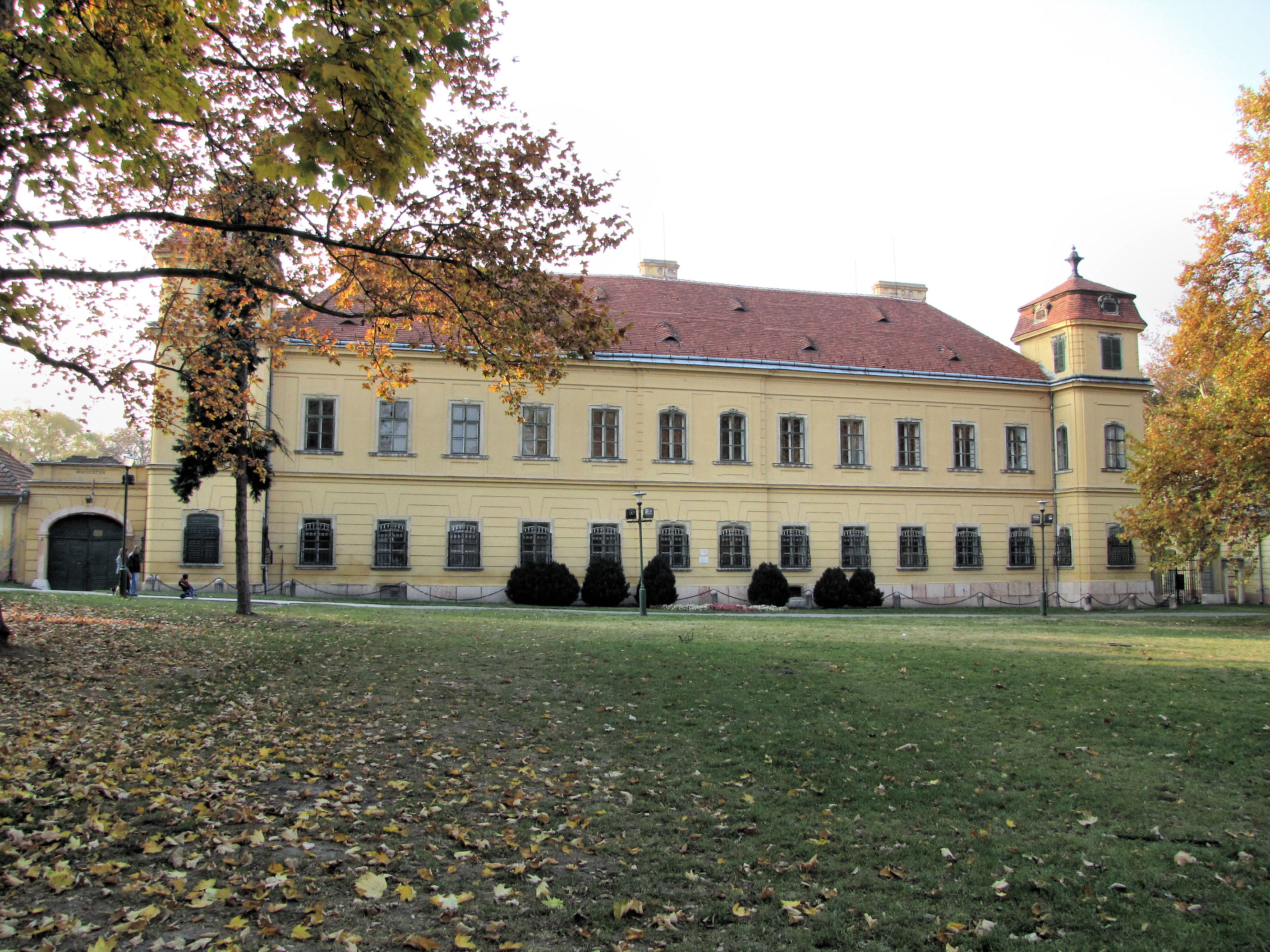
Esterhazy-Schloss Tata (Totis), Rákóczi utca
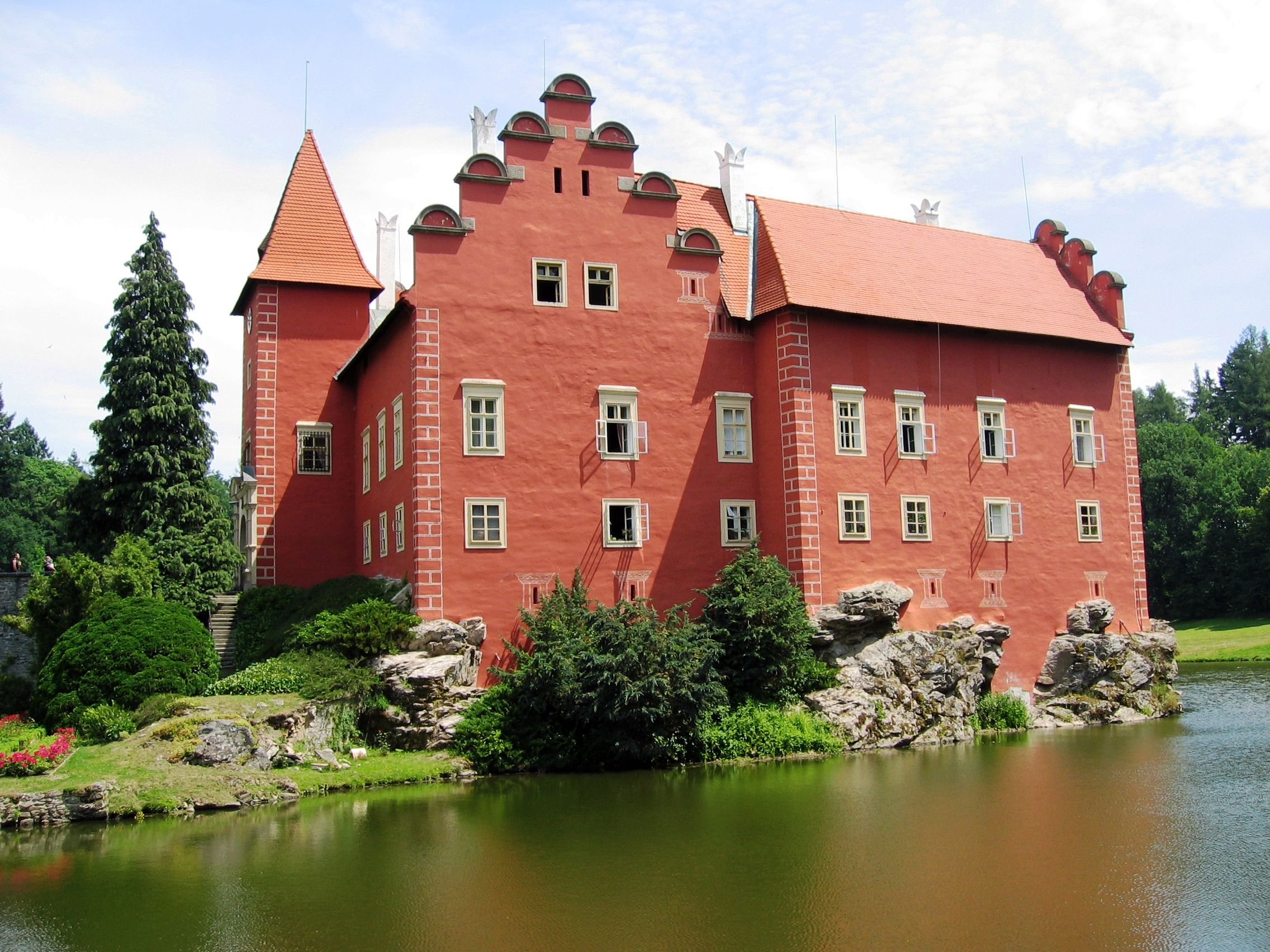
Schloss Červená Lhota
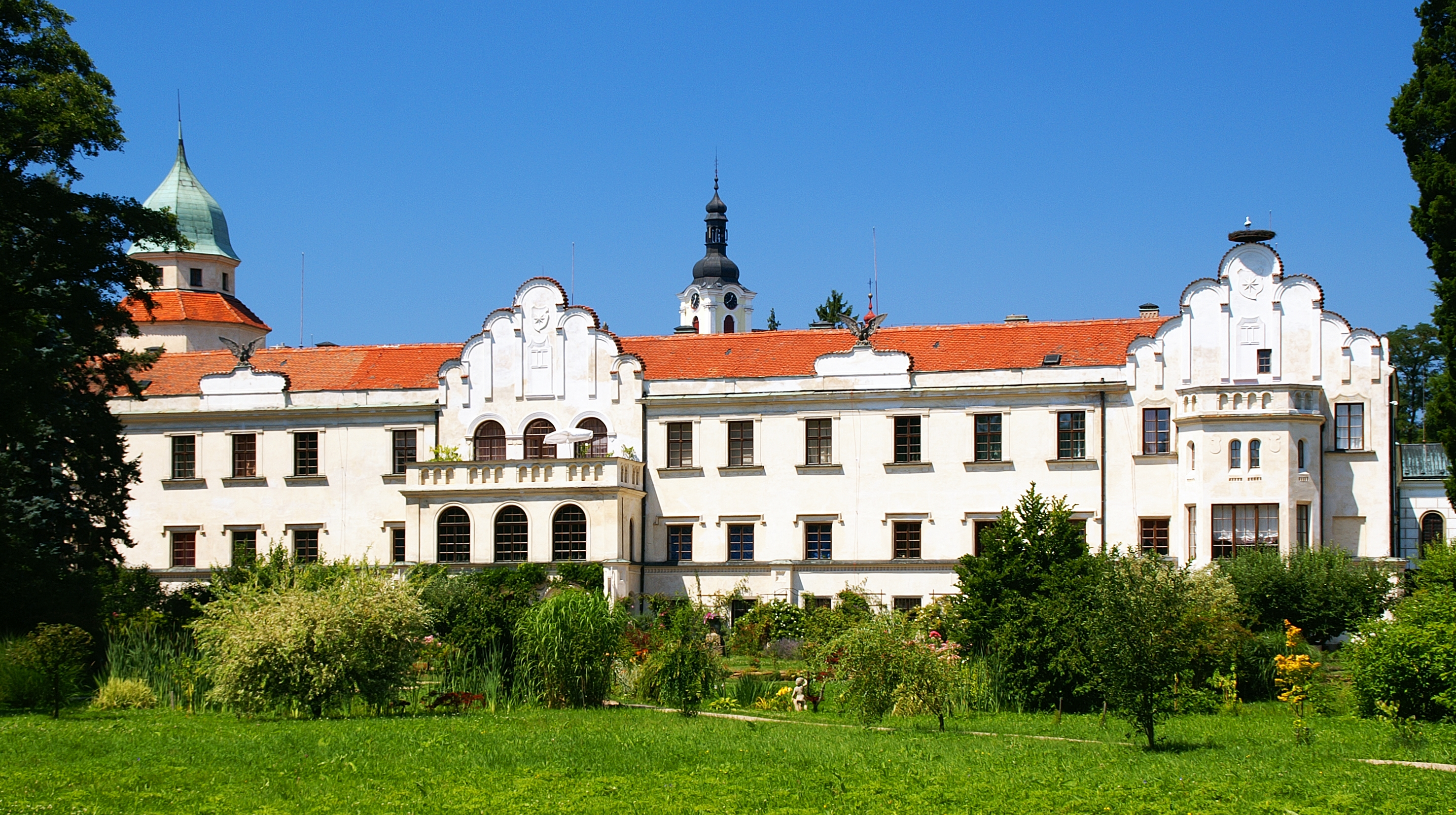
Schloss Častolovice
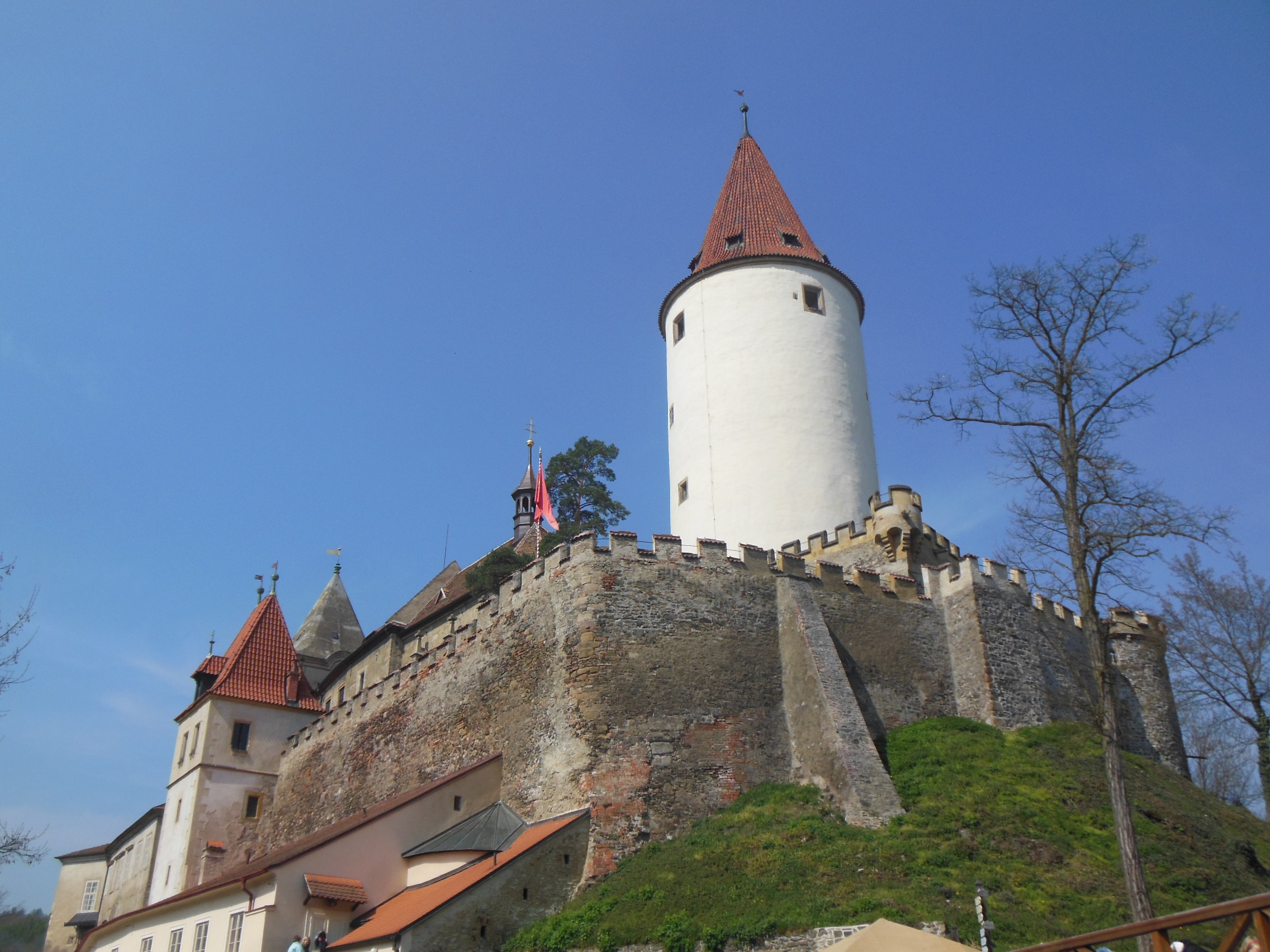
Burg Pürglitz
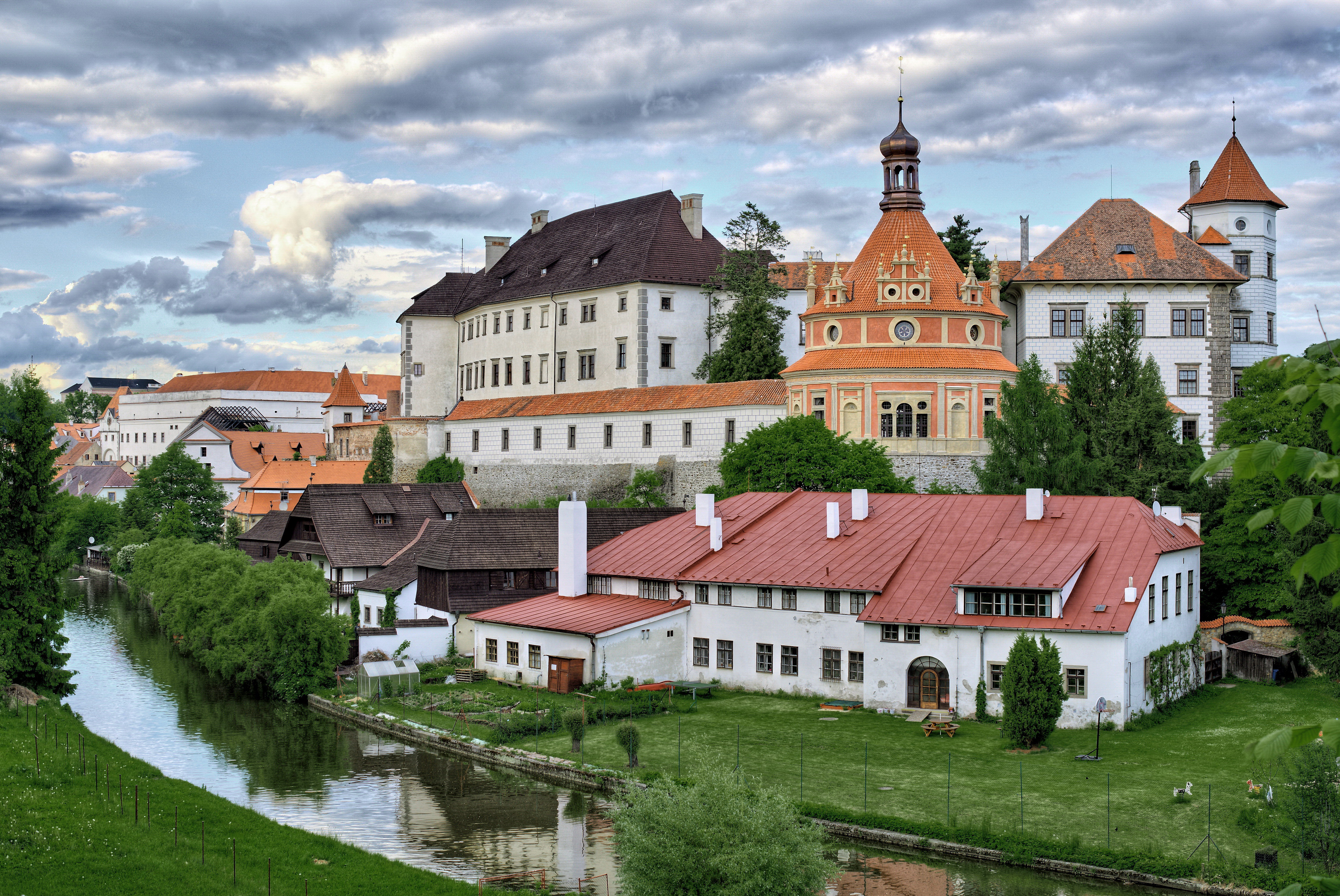
Schloss Neuhaus
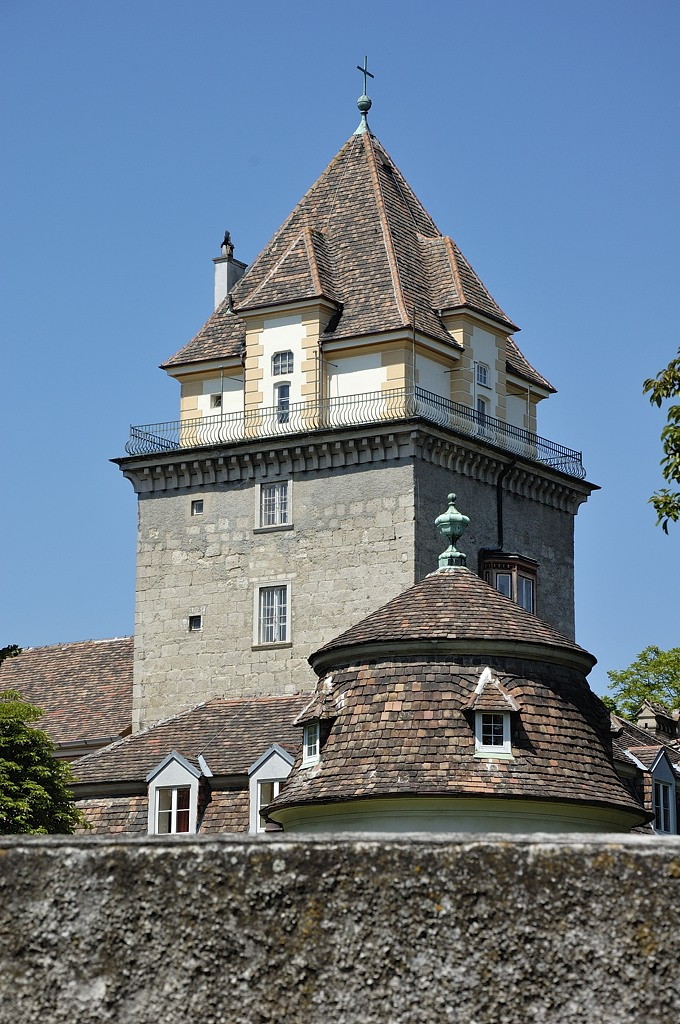
Schloss Leesdorf
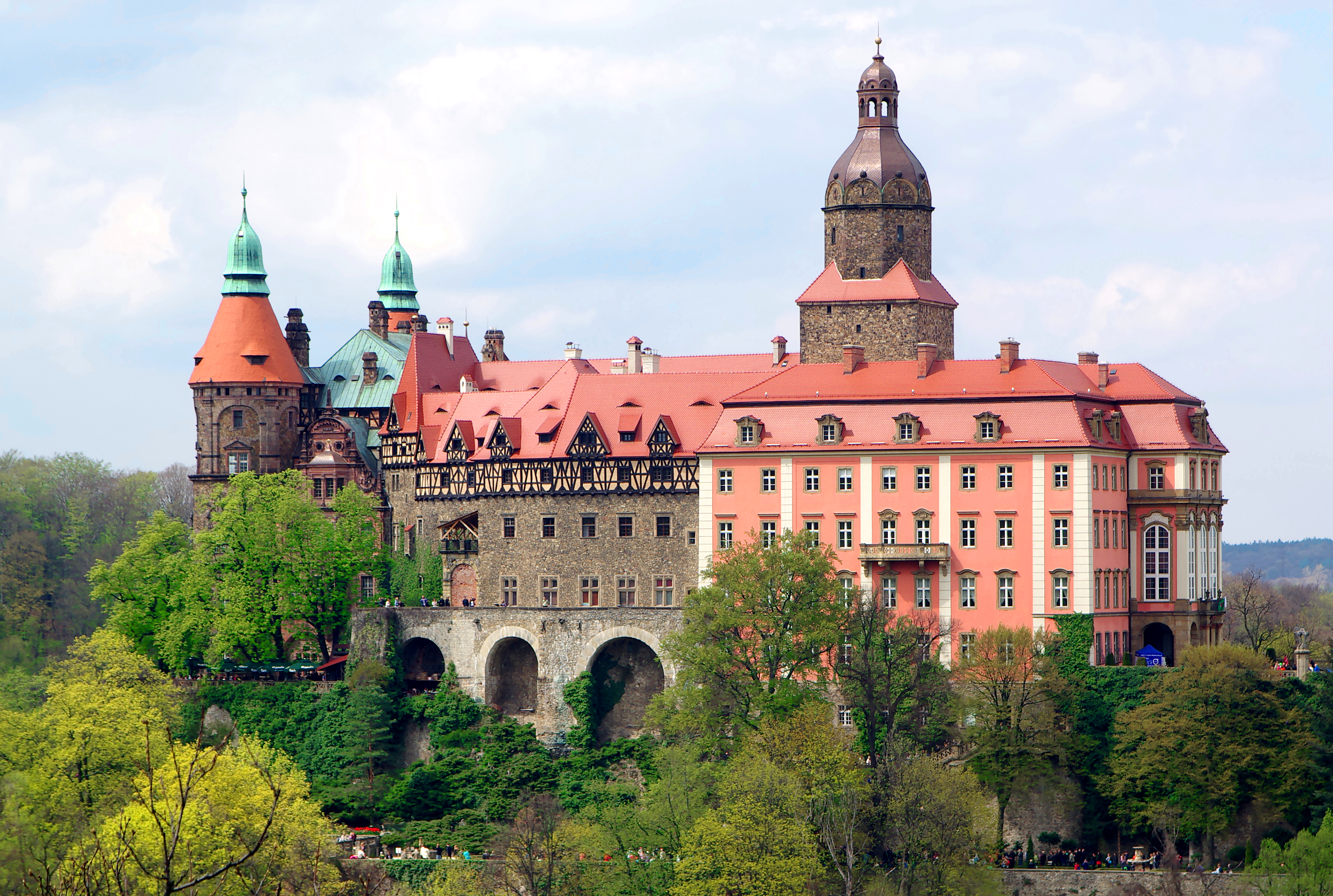
Schloss Fürstenstein